# Reconstruction de Royan après la Seconde Guerre mondiale

Le Front de Mer.

La reconstruction de la ville de Royan en France fait suite aux destructions subies par la ville jusqu'à un mois avant le 8 mai 1945.

## Destruction
Jusqu'au 17 avril 1945, la ville et la pointe de Grave constituaient une poche de résistance allemande. Afin de hâter sa libération, Royan fut totalement détruite le 5 janvier 1945 par les bombardements alliés (menés par des groupes 1, 5 et 8 de Lancasters du Bomber Command de la Royal Air Force) qui fit plus de 500 victimes et plus de 1 000 blessés parmi les habitants. Royan a été bombardée une seconde fois le 14 avril 1945 par les Américains (opération Vénérable) avec 5 000 tonnes de bombes et pour la première fois l'utilisation de bombes au napalm.

## Après-guerre
Dès le 7 juin 1945, Claude Ferret (1907-1993), professeur et directeur des études de l'école d'architecture de Bordeaux, a été nommé, avec Georges Vaucheret, architecte et ancien maire de Royan, comme urbanistes en chefs de la reconstruction de Royan.
Raoul Dautry, ministre de la Reconstruction et de l'Urbanisme nommé fin 1944 par le gouvernement provisoire de la République française, reçoit Claude Ferret en juillet 1945, et lui dit avec humour : « Vous voyez, Ferret, vous avez trois ans pour reconstruire cette ville. Si dans trois ans vous n'avez pas terminé, on vous fera fusiller… ». Il faudra finalement 20 ans pour achever la ville.
Il y a eu une campagne de démoustication et de dératisation et, en 1946, le déminage des plages n'était pas tout à fait terminé quand, au milieu des ruines, on envisageait déjà une saison touristique car les trains ont été remis en service en juin. Il faudra déjà trois longues années pour enlever les décombres.
Claude Ferret confiait : « La ville détruite, tout le centre de Royan n'existait plus. C'était l'occasion ou jamais de faire une ville un peu plus contemporaine ».

## Reconstruction

Boulevard Aristide-Briand.

Les immeubles du boulevard Aristide-Briand.

Rues parallèles au boulevard Aristide-Briand.

Les travaux n'ont commencé qu'en 1947. On a prié les habitants de ne pas déplacer les jalons en bois rouge et blanc délimitant le futur Royan. Ils habitaient alors dans des ruines, ou dans des tentes, ou des cités provisoires (Faupigné et Clemenceau). Ceux qui habitaient encore chez eux, dans le centre, savaient qu'ils seraient expropriés pour les travaux.
La somme allouée par le Ministère de la Reconstruction et de l'Urbanisme (MRU) était d'abord de 2,5 MF en 1945, puis 54 MF en 1947. Il y avait alors une rivalité régionale entre La Rochelle et Royan pour démarrer au plus vite la reconstruction. Les habitants de Royan s'impatientant, ils organisèrent des manifestations pour faire accélérer les travaux auprès des architectes qui campaient dans des baraques sur la plage, et qui avaient planté un drapeau vert, couleur de l'espérance.
Il fallait aussi penser à l'avenir balnéaire et touristique de Royan, ce que les habitants ne comprenaient pas toujours.
C'est dans ce contexte que les architectes désignés par le MRU, Claude Ferret, et ses deux adjoints Louis Simon et André Morisseau, de Pons, ont tracé les plans du futur Royan en 1948.
Le projet urbain commençait par une refonte totale du plan des rues, s'appuyant sur une étude d'avant guerre, le « plan Danger » (1939). En effet, on pensait déjà à l'importance du trafic automobile. Le projet, futuriste, épouse la forme de l'extrémité de la conche de Royan, courbe, englobant le port qu'on a pensé mettre à un moment derrière la pointe du Chay.
Le centre est coupé par un axe perpendiculaire à la mer, le boulevard Aristide-Briand (petite vallée de la Font de Cherves), et l'ensemble se voulait comme un arc avec une flèche pointée vers la mer.
Une rocade, conçue pour contourner le centre, la gare, le haut de Royan (Saint-Pierre-de-Mons) et Pontaillac, voit le jour.
Le style architectural de l'époque en France, figé par la guerre, était resté le même que durant les années 1920-1930 : style classique, Beaux-Arts, ou Art déco. L'architecture moderne incarnée entre autres par Le Corbusier, contemporain de cette époque, n'était pas encore entrée dans les mœurs. Ainsi, le projet futuriste pour la reconstruction de la ville présenté par ce dernier ne fut d'ailleurs pas retenu à cause principalement de constructions trop en hauteur qui furent proposées et qui ne mettait pas suffisamment en valeur le rôle de la ville en tant que station balnéaire.
L'architecte Ferret proposa un style régional saintongeais à son projet, immédiatement adopté ne serait-ce que pour les habitants à reloger, échappant ainsi à tout pastiche architectural qui ne serait pas conforme à la tradition locale, comme les styles « néonormand » ou « néobasque ». Ainsi, les lignes sobres, les fines moulures charentaises, l'usage de la pierre calcaire, l'ordonnancement des ouvertures verticales et les tuiles canal coloraient un peu le style Beaux-Arts.
Après avoir arasé et évacué tous les gravats, les premières constructions ont lieu en 1948 le long du boulevard Aristide-Briand, perpendiculaire à la mer, et reflètent ce style : classicisme avec des lignes très droites, et régionalisme en plus.

## Front de mer

Le front de mer.

Galeries du front de mer.

Le front de mer est lui aussi planifié dans le style « Gaëlle Gilles ». Or, en septembre 1946, le no 7-8 du magazine d'architecture L'Architecture d'aujourd'hui fait l'effet d'une bombe. Ce magazine ouvre un peu la France sur les architectures dans les autres pays : Norvège, États-Unis, etc. Ce numéro présente les réalisations modernistes qui utilisent la technique révolutionnaire du voile de béton.
Par la suite, le no 13-14 du magazine en septembre 1947 est entièrement consacré au Brésil. En effet, les architectes brésiliens (comme Oscar Niemeyer, Lucio Costa…) ont profondément été influencés par la visite de Le Corbusier en 1929 puis surtout 1936 à Rio, et ils ont réalisé ensemble le ministère de l'éducation nationale à Rio de Janeiro, et l'équipe de Costa a réalisé beaucoup de constructions modernistes de ce style par la suite : pavillon du Brésil en 1939 à New York, églises, par exemple l'Église Saint-François d'Assise (Brésil) à Belo Horizonte (Niemeyer, 1943) - puis par la suite Brasilia à partir de 1956.
Les architectes de Royan ont alors tout de suite vu dans ce style les perspectives d'avenir et d'ouverture de leurs projets.
Ainsi le front de mer subit cette influence, sans renier totalement ce qui a été fait avant[Quoi ?]. Trois styles architecturaux coexistent : classique Art déco, « charentais » et « brésilien ». Harmonie des courbes et des couleurs (en plus du blanc, il y avait les couleurs primaires : rouge, bleu, jaune), utilisant aussi beaucoup le principe du brise-soleil : élément architectural en béton et formant des alvéoles ("claustra") ou des lignes horizontales, comme un 2e mur extérieur, et protégeant du soleil en été, et le laissant passer l'hiver.
En même temps que le front de mer (1950-1956) a été construit tout le quartier du centre (1949), et les habitants sont relogés dans des maisons ou des appartements tout neufs. Ceux dont la maison a été reconstruite sur place ne reconnaissent plus du tout leur ancienne maison, parfois ancestrale, d'autant plus que souvent le jardin séparant la rue de la maison a été supprimé.
La reconstruction occupe 82 architectes à Royan, dont le quart est bordelais[Lesquels ?].

## Églises

Notre-Dame de Royan.

On a cherché un architecte pour réinventer l'église principale de la ville. Un architecte parisien, Guillaume Gillet, est choisi (1954). Il a su rompre avec les avant-projets jugés trop brésiliens pour cette église. On utilise la technique du béton armé en plaques courbes ou disposées en V. La forme fait penser à une immense proue de navire, mais il y a aussi un clin d'œil à l'architecture régionale, en particulier à la cathédrale d'Albi par la hauteur de sa nef allongée. L'édifice, par ses lignes verticales, tranche avec les lignes horizontales du front de mer. L'église Notre-Dame est consacrée en 1958.
Les édifices religieux de quartier ne sont pas en reste, même si leur taille est moindre.

Le temple.
L'église du Parc.

## Immeuble-pont de Foncillon

Immeuble-pont à Foncillon.

Pour aménager Foncillon (1953), on y construit le Palais des Congrès (vraiment terminé seulement en 1962, après lenteur des entreprises et réparation de malfaçons) et d'autres immeubles (tour de Foncillon, immeuble-pont, 1956-62).

## Autres constructions
Des immeubles, des villas et d'autres constructions ont complété ces réalisations. On a ainsi construit la poste centrale (André Ursault, 1951-1952), l'entrée de la ville (place Gantier, près de la gare, 1956-1960), l'auditorium (1954-1956) sur le front de mer, le stade (1957-1961), la gare routière (1953-1964), les châteaux d'eau de Saint-Pierre et Belmont (Gillet, 1960), la piscine (1968).
Dans les villas, on peut citer : villa Ombre Blanche de l'architecte Claude Bonnefoy en 1958, la villa Hélianthe de l'architecte Yves Salier en 1956, la villa Mbi Ye No, de René Baraton associé à Jean Bauhain et Marc Hébrard …

Villa « Ombre Blanche ».
Villa « Le Grille-pain ».
Poste centrale (modifiée en 1980).
L'auditorium.
Le stade.
Villa et brise-soleil en claustra.
Résidence des Congrès à Foncillon.
Tour de Foncillon.
La piscine.
Château d'eau de Belmont.
Château d'eau de Saint-Pierre.
Place Gantier.
Place Gantier.
Galerie des voûtes du port.
Vue sur l'église Notre-Dame depuis la place Charles-de-Gaulle.
Avenue Gambetta.
Avenue Gambetta (détail).
Immeuble Art déco.
Villa dite « des Ponts et Chaussées ».
L'ancienne gare routière.
Villa « La Perrinière ».
Villa « Boomerang ».
Villa « Gracieux »  Inscrite MH).

Place De Gaulle (après 1985).

Le centre administratif, prévu en plein centre-ville sur la place De Gaulle au carrefour des avenues Aristide-Briand et Gambetta ne verra jamais le jour, et est remplacé en 1955 par le magasin Nouvelles Galeries.

Marché central.

Le marché central (Louis Simon et André Morisseau, 1953-1956), a été construit en s'appuyant sur la technique du « voile mince de béton » : couche très fine de béton (7 cm), mais qui par sa forme pliée et courbe rend la structure robuste. Le marché a la forme d'un immense coquillage. On retrouve cette architecture au Brésil, au Mexique, et le marché de Royan a servi de modèle à d'autres réalisations (marché de Nanterre, cirque de Bucarest, …).
On élève aussi un portique fermant le front de mer (1955), et déjà discuté à l'époque par certains Royannais car fermant la vue sur la mer depuis le centre, mais cher à l'architecte Louis Simon. Ce portique sera un des premiers éléments à être démolis en 1985 avec le casino.
Enfin, le casino, projet longuement réfléchi dès 1945 et maintes fois modifié (arch. Ferret, Courtois, Marmouget), en forme de rotonde, est achevé en 1962 au bout de la conche, achevant ainsi la réalisation du front de mer.
Pierre Marmouget a aussi participé à la construction de nombreuses villas, mettant en œuvre la technique du brise-soleil (ou claustra), assez nouvelle en France.

Les brise-soleil de Royan

Royan, enfin terminée, est devenue très célèbre en France et même dans le monde à cause de ce style architectural moderne et unique, véritable « laboratoire de recherches sur l'urbanisme », et ce style propre a été qualifié d'« École de Royan ».
La ville a attiré de nombreux résidents secondaires, de Paris en plus des proches habitants de la région, bordelais en particulier.